# أوتو زيمارمان
أوتو زيمارمان هو لاعب شطرنج سويسري، ولد في 11 سبتمبر 1892 في زيورخ في سويسرا، وتوفي في 24 يوليو 1979.

## وصلات خارجية
- أوتو زيمارمان على موقع مباريات الشطرنج (الإنجليزية)
- أوتو زيمارمان على موقع 365Chess.com (الإنجليزية)
- أوتو زيمارمان سجل أولمبياد الشطرنج على موقع OlimpBase.org (الإنجليزية)